# Poil de Carotte (film, 1952)
Pour les articles homonymes, voir Poil de Carotte (homonymie).
Pour plus de détails, voir Fiche technique et Distribution.
Poil de Carotte est un film français de Paul Mesnier, sorti en 1952. Cette troisième version après celles de Julien Duvivier en 1925 et en 1932, c'est la moins connue des nombreux films reprenant le célèbre roman éponyme de Jules Renard.

## Synopsis
La vie malheureuse du jeune François Lepic, dit Poil de Carotte, malmené entre une mère haineuse et malfaisante à son égard, un père taciturne et las qui se croit mal aimé de son fils, un frère et une sœur cupides et hypocrites. Seule Honorine, une jeune domestique, prend son parti et fait comprendre à son père qu'il est malheureux...

## Fiche technique
- Titre : Poil de carotte
- Réalisation : Paul Mesnier, assisté de Louis A. Pascal
- Script girl : Régine Hernou
- Scénario : Paul Mesnier et dialogues additionnels d'Albert Vidalie d'après le roman de Jules Renard
- Photographie : Charlie Bauer
- Caméraman : Charly Willy-Gricha
- Son : Raymond Gauguier
- Enregistrement : omnium sonore système euphonic. Laboratoire Compagnie lyonnaise de Cinéma. Lyon.
- Montage : Germaine Artuie
- Décors : Eugène Delfou
- Robes : Marcelle Desvignes
- Maquillage : Jacqueline Revelly
- Musique : Marceau Van Hoorebecke et Paul Saint-André
- Chanson : Max François et Paul Saint-André
- Régisseur général : Jean Piette
- Production : André Aubert
- Producteur délégué : Jean-Paul Paulin
- Directeur de production : Pascal Paulin
- Sociétés de production : Francinalp films et Merry Films production
- Pays :  France
- Société de distribution : Astoria Films
- Format :  Noir et blanc - 1,37:1 - 35 mm - Son mono - Spherical
- Genre : Drame
- Durée : 100 min
- Année : 1952
- Date de sortie : 
  - France - 28 mai 1952

## Distribution
- Raymond Souplex : Monsieur Lepic
- Germaine Dermoz : Madame Lepic
- Christian Simon : Poil de carotte (pseudonyme d'acteur : Cri-Cri Simon)
- Pierre Larquey : le parrain
- Odette Barencey : Honorine
- Maurice Biraud : le curé
- Jean-Jacques Duverger : Marceau
- Guy Haurey : Félix
- René Hell : L'adjoint
- Corinne Jean-Jacques : Ernestine
- Robert Le Fort : Paul
- Lucienne Marchand : Agathe
- Jean-Pierre Lituac : Le surveillant
- Germaine Reuver : Madame Serain
- Marcel Vallée : Le directeur
- Laure Paillette : une paroissienne chez Lepic
- Andrée Servilange : une maîtresse ou une amie de Mr Lepic

## Autour du film
Les informations qui suivent sont extraites des suppléments du DVD.
- Cette version est « la plus honnête par rapport à l'œuvre de Jules Renard, la plus respectueuse du modèle... »[1]
- Le film réunit des scènes emblématiques du roman enrichies par des épisodes tirés de la pièce de Jules Renard La Bigote comme on peut s'en rendre compte au début du film lorsque Madame Lepic qui se prépare à aller aux vêpres, offre ses services au curé, Maurice Biraud dont ce fut le premier rôle.
- La scène où Poil de Carotte boit de l'alcool car il veut libérer la mouche qui se trouve dans la gourde a été coupée à la sortie du film en 1951 ; cette scène se trouve dans le roman.
- Mesnier a eu les droits de Poil de Carotte chez une dentiste de Montfort-l'Amaury qui les possédait.
- Paul Mesnier voulait confier l'adaptation du roman et les dialogues additionnels à Jacques Prévert qui ne fut pas intéressé. Il choisit alors Albert Vidalie.
- Le tournage a duré 5 semaines et les extérieurs ont été tournés à Montfort-l'Amaury pendant l'été 1951.
- Andrée Servilange était l'épouse de Paul Mesnier.
- Christian Simon était très ami avec Jacques Prévert chez qui sa mère faisait des ménages et Albert Vidalie. Ce dernier lui dit d'aller voir Paul Mesnier qui au cours de la rencontre lui dit qu'il faisait l'affaire pour le rôle.
- Pour le film, les cheveux de Christian Simon avaient été décolorés et teints. Les taches de rousseur étaient peintes et la maquilleuse se servait d'une photographie en très gros plan pour refaire les mêmes pour les autres séances de tournage.
- À sa sortie, le film fut accueilli assez fraîchement par la critique et surtout par le public.
- Le film ressort édité en DVD en juin 2010 par Les Documents Cinématographiques à l'occasion du centenaire de la mort de Jules Renard. La version est remastérisée et deux suppléments sont ajoutés : entretien avec Pierre Lherminier, critique cinématographique et entretien avec Cri-Cri Simon réalisé en 2010.